# Antonio Ximenes
Pour les articles homonymes, voir Ximenes.
Antonio Ximenes, né en 1829 à Palerme et mort le 8 septembre 1896 à Rome, est un sculpteur et un dessinateur italien.

## Biographie
Ximenes est né de Michele et Maria Felicia Zonet dans une famille noble de Palerme d'origine espagnole. A vingt-deux ans, il était capitaine de l'Armée révolutionnaire sicilienne lors des soulèvements de 1848. Il a été activement impliqué dans le Risorgimento. 
Père du célèbre qui eut avec sa femme  il commença à sculpter à quarante-deux ans comme artiste autodidacte. Sa première œuvre fut le décollage de saint Jean-Baptiste, que Lo Forte appelait une "merveilleuse exécution".
De son épouse, Giulia Tolentino, une noble femme palermitaine à moitié irlandaise, il eut des enfants, tous sauf un, artistes et intellectuels reconnus : Ettore Ximenes,  Eduardo Ximenes (it), Enrico Emilio Ximenes (it), Eliodoro, Empedocle et Ernesto, le seul qui ne suivit pas les traces de son père. 
Il a continué à faire de nombreuses œuvres et en 1873, il a participé à l'Exposition universelle à Vienne avec l'œuvre Prométhée. Une autre œuvre importante de Ximènes est le Bouclier du général Garibaldi, conservé dans les Musées du Capitole. Il meurt le 8 septembre 1896 à Rome, où il est enterré dans la tombe familiale du cimetière de Verano.

## Distinction
- Chevalier de l'ordre de la Couronne d'Italie